# Friedrich Heilingbrunner
Friedrich Heilingbrunner (* 5. Oktober 1891 in Bamberg; † 17. August 1977 in Edling) war ein deutscher General der Flakartillerie der Luftwaffe im Zweiten Weltkrieg.

## Leben
Beförderungen
- 3. März 1911 Fähnrich
- 28. Oktober 1912 Leutnant
- 14. Januar 1916 Oberleutnant
- 1. Juli 1921 Hauptmann
- 1. April 1932 Major
- 1. November 1934 Oberstleutnant
- 1. August 1936 Oberst
- 1. Februar 1939 Generalmajor
- 1. Januar 1941 Generalleutnant
- 1. Juli 1942 General der Flakartillerie

Nach dem Abitur am Neuen Gymnasium in Bamberg trat Heilingbrunner am 18. Juli 1910 als Fahnenjunker in das 2. Fußartillerie-Regiment der Bayerischen Armee ein und absolvierte von Oktober 1911 bis Ende September 1912 die Kriegsschule München. Mit der Beförderung zum Leutnant am 28. Oktober 1912 wurde Heilingbrunner in das 3. Feldartillerie-Regiment „Prinz Leopold“ versetzt. Hier verwendete man ihn zunächst als Batterieoffizier.
Mit Ausbruch des Ersten Weltkriegs kam Heilingbrunner als Zugführer an die Front. Vom Oktober 1915 bis Mai 1917 fungierte er zugleich als Batteriechef in der Osmanischen Armee auf der Halbinsel Gallipoli sowie in Makedonien. Nach der Demobilisierung seines Regiments Ende März 1919, schloss sich Heilingbrunner zum 26. März 1919 dem Freikorps Epp an, wo er bis Ende September 1919 verblieb.
Im Anschluss in die Vorläufige Reichswehr übernommen, war er bis Ende September 1920 als Batterieoffizier im Reichswehr-Artillerie-Regiment 21 tätig. Selbige Position hatte Heilingbrunner von Oktober 1920 bis Ende September 1923 beim 7. (Bayerisches) Artillerie-Regiment inne, wo er am 1. Oktober 1923 zum Batteriechef ernannt wurde. Nachdem Heilingbrunner von Oktober 1927 bis Ende März 1932 als Lehrer an der Artillerieschule Jüterbog fungiert hatte, kehrte er zum 1. April 1932 als Major in den Stab des 7. (Bayerisches) Artillerie-Regiments zurück. Zum 1. Oktober 1933 wurde er schließlich Kommandeur der Fahr-Abteilung Fürth bzw. nach dessen Umbenennung am 1. April 1935 der Flak-Abteilung Fürth. An diesem Tag trat Heilingbrunner auch zur Luftwaffe über.
Zum 1. Oktober 1935 wurde er sodann zum Höheren Kommandeur der Flakartillerie im Luftkreis V ernannt, dessen Posten er bis Ende Februar 1938 innehielt. Nach der Auflösung der Dienststelle wurde Heilingbrunner am 1. März 1938 Kommandierender General und Befehlshaber im Luftgau XII in Wiesbaden. Zum 1. April 1944 wurde er in die Führerreserve beim Oberkommando der Luftwaffe versetzt und am 28. Februar 1945 aus dem Militärdienst entlassen.

## Auszeichnungen
- Eisernes Kreuz (1914) II. und I. Klasse[2]
- Bayerischer Militärverdienstorden IV. Klasse mit Schwertern[2]
- Silberne Liakat-Medaille mit Säbeln[2]
- Eiserner Halbmond[2]